# Керо (Пјаченца)
Керо је насеље у Италији у округу Пјаченца, региону Емилија-Ромања.
Према процени из 2011. у насељу је живело 200 становника. Насеље се налази на надморској висини од 89 м.